# Krudttårnet

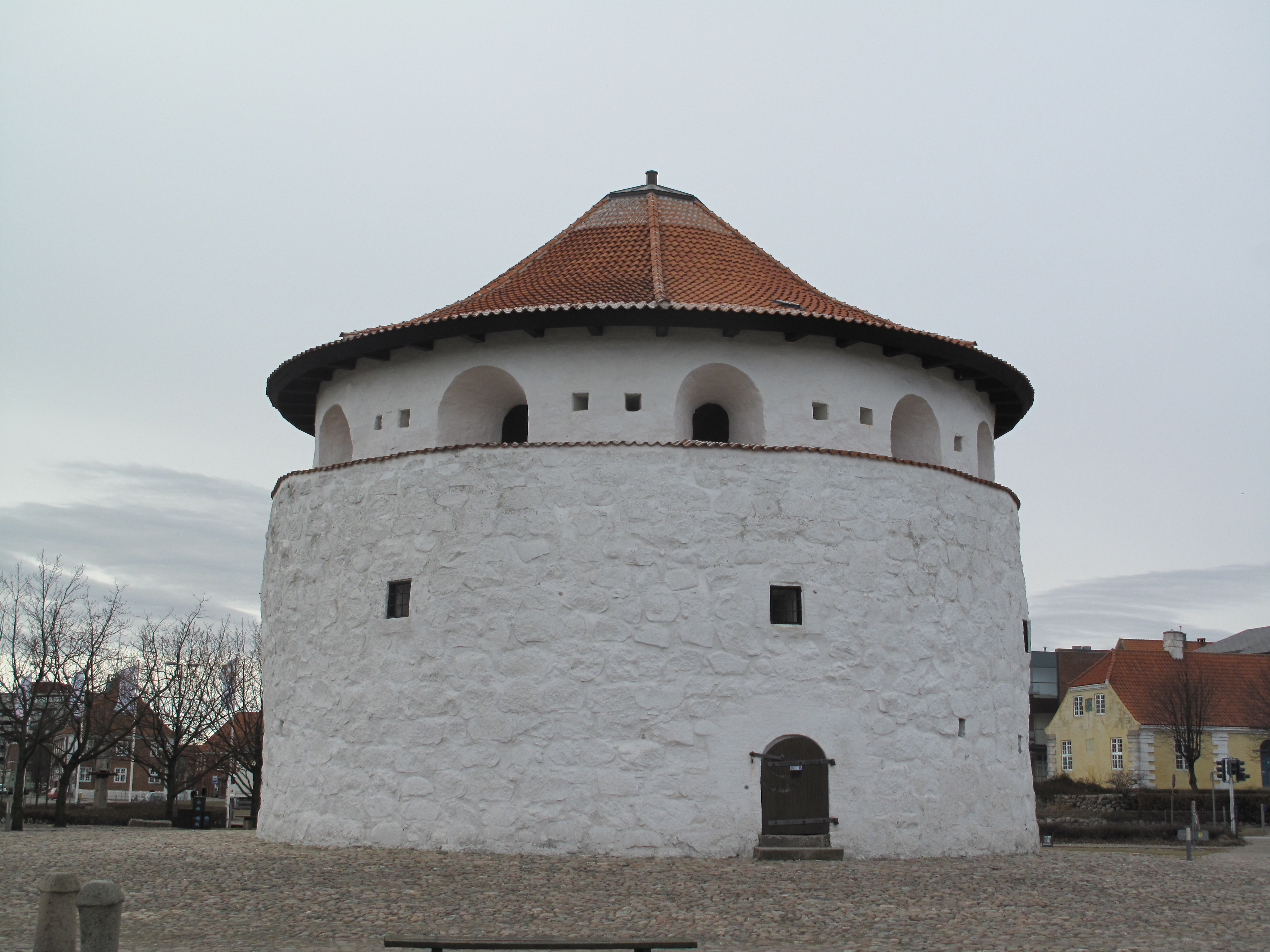
Krudttårnet.

Krudttårnet (cuya traducción sería "torre de la pólvora") es un antiguo polvorín fortificado situado en la ciudad danesa de Frederikshavn, construido entre los años 1686 y 1690.
La torre fue construida como un elemento fundamental de la fortaleza defensiva de Frederikshavn (originariamente llamada fortaleza de Fladstrand antes de ser renombrada en el siglo XIX), situada estratégicamente en el punto más septentrional de la costa oriental de la península de Jutlandia: originalmente sobre un promontorio los proyectiles de los cañones de los barcos enemigos no podían alcanzar la ciudad antes de estar dichas naves al alcance de los cañones de la torre. 
En este enclave, donde se controlaba el tránsito marítimo entre Dinamarca, Noruega y Suecia, jugó un importante papel en diversos conflictos bélicos como la Gran Guerra del Norte y la guerra de las Cañoneras. 
La torre es ahora la única parte que queda de la fortaleza original aunque no se encuentra ubicada en el emplazamiento original: en 1974 fue transportada y desplazada 270 metros debido a una ampliación del astillero de Frederikshavn. Se volvió a abrir al público el 5 de agosto de 1976, como museo militar y parte del Museo Bangsbo. 